# Empoasca arator
Empoasca arator är en insektsart som beskrevs av Davidson och Delong 1940. Empoasca arator ingår i släktet Empoasca och familjen dvärgstritar. Inga underarter finns listade i Catalogue of Life.